# Piloto voando
Na aviação comercial com tripulação de voo de duas pessoas, o pilot flying, em português, piloto voando (PF) é o piloto que opera os controles de voo da aeronave. O outro piloto é denominado pilot monitoring/piloto monitorando (PM) ou pilot not flying/piloto não voando (PNF). Antes da partida de um voo, o piloto em comando deve decidir quem será o piloto que voará (piloto voando) e o piloto que monitorará (piloto monitorando) durante o restante do voo ou em qualquer fase específica do voo (por exemplo, decolagem, aproximação ou pouso). Normalmente, a tripulação de voo troca de funções no trecho de retorno.